# Lijst van Nederlandse hockeyinternationals
Dit is een lijst van Nederlandse hockeyinternationals.

## A
Maryse Abendanon - Marilyn Agliotti - Jan Albers - Jan Anjema - Jan Ankerman - Broer Ankerman - Tom van Amerongen - Naomi van As - Ewout van Asbeck - Peter van Asbeck - Jules Ancion - Ingrid Appels- Seve van Ass

## B
Sander Baart - Billy Bakker - Jolein Bakker - Marcel Balkestein - Anneke Bax - Toos Bax - Wim van Beaumont - Wim de Beer - Suzan Bekker - Madelon Beliën - Helen van der Ben - Carina Benninga - Marc Benninga - Erwin van den Berg - Wouter van den Bergh - Tjaard Berghuis - Det de Beus - Ans Beijer- Fred Bierens - Monique Blankers - Merel de Blaey - Fieke Boekhorst - Ad Boelaars - Johannes Boele van Hensbroek - Jan Boerma - Thomas Boerma - André Boerstra - André Bolhuis - Dillianne van den Boogaard - Ageeth Boomgaardt - Floris Jan Bovelander - Jan Brand -  Paul Brauckmann - Aart Brederode - Danny Bree - Jacques Brinkman - Richard Brinkman - Joost Boks - Tjeerd Borstlap - Lex Bos - Willemijn Bos - Evert van den Bos - Menno Booij - Minke Booij - Erik Bouwens - Henk Bouwman - Roderik Bouwman - Corrie Breukelman-Oostrijck - Piet Bromberg - Matthijs Brouwer - Ronald Brouwer - Pauline Brugts - Chantal de Bruijn - Fons van Buchem - Edo Buma - Jaap-Derk Buma - Cees van Buul - Jan Willem Buij

## C
Quirijn Caspers - Max Caviët - Jos Christis - Frans Christis - Joost Claushuis - Kiki Collot d'Escury - Florien Cornelis - Charles Coster van Voorhout - Hans Couvret - Liesbeth Couvret-Ottevanger- Maurits Crucq - Jorrit Croon

## D
Julie Deiters - Carel Dekker - Jeroen Delmee - Marc Delissen - Robbert Delissen - Harrie Derickx - Geert-Jan Derikx - Rob Derikx - Hans-Willem Dicke - Cees Jan Diepeveen - Carlien Dirkse van den Heuvel - Laurence Docherty - Wim van der Does - Jan van der Doll - Mijntje Donners - Fleur van Dooren - Marieke van Doorn - Derk Doyer - Theodoor Doyer - Sander Dreesmann - Walter Drenth - Mence Dros-Canters - Donald Drost - Han Drijver - Emiel Duson - Willemijn Duyster - Thom van Dijck - Marinus Dijkerman - Marieke Dijkstra - Wieke Dijkstra

## E
Sebo Ebbens - Bastiaan van Ede - Pieter van Ede - Marten Eikelboom - Henk Eilers - John Elffers - Floortje Engels - Jan Willem van Erven Dorens - Willem van Erven Dorens - Dik Esser - Paul van Esseveldt - Floris Evers - Geert van Eijk - Marjolein Eijsvogel

## F
Patrick Faber - Frans Fiolet - Annika Flieringa - Annemieke Fokke - Jan Piet Fokker - Wendy Fortuin - Maarten Froger - Saskia Fuchs

## G
Cees van Geel - Joost van Geel - Renske van Geel - Miek van Geenhuizen - Lex de Geer - Piet-Hein Geeris - Margot van Geffen - Maarten Gehner - Teddo Gerrits - Maartje Goderie - Eva de Goede - Jan van Gooswilligen - Klaas Gouka - Thijs de Greeff - Frederiek Grijpma - Ab van Grimbergen - Maarten van Grimbergen- Miranda van Grimbergen - Kirsten de Groot - Piet Gunning

## H
Eveline de Haan - Ben ter Haar - Otto ter Haar - Cor van der Hagen - Jan van der Hagen - Arno den Hartog - Job van der Have - Wim van Heel - Aniek van Hees - Maarten van Heeswijk - Sander van Heeswijk - Josje Heezemans - Stella de Heij - Joost van der Heyden - Inge Heybroek - Ronald Jan Heijn - Tom van 't Hek - Rogier van 't Hek - Irene Hendriks - Pierre Hermans - Jeroen Hertzberger - Bob-Jan Hillen - Elsemiek Hillen - Egbert Ho - Rogier Hofman - Tjomme van Holkema - Fieke Holman - Noor Holsboer - Paul Holsteyn - Taco van den Honert - Wil Honnebier - Francis van 't Hooft - Ellen Hoog - Yvonne Hoogeweegen - Freddie Hooghiemstra - Pier van der Horst - Robert van der Horst - Gregory van Hout - Carel Houtzager - Theo Houwen - Timme Hoyng - Huijn Huijnen - Sander Hulshoff - Gerard Hijlkema

## J
Gerrit Jannink - Ronald Jansen - Erik Jazet - Imbert Jebbink - Jan Carel Jenniskens - Egon Jesse - Friso Jiskoot - Marleen Jochems - Wouter Jolie - Marise Jongepier - Constantijn Jonker - Kelly Jonker - Hans Jorritsma - Jo Jurissen

## K
Thijs Kaanders - Gijs Kalf - Donald Kalff - Wouter Kan - Adriaan Katte - Sylvia Karres - Marloes Keetels - Robbert Kemperman - Bart van Kersbergen - Benjamin van Kessel - Lieve van Kessel - Lijsbeth van Kessel - Eby Kessing - Bert Keulen - Arie de Keyzer - Fleur van de Kieft - Ewald Kist - Jan Kist - René Klaassen - Karel Klaver - Leo Klein Gebbink - Freddie Koelensmid - Daniëlle Koenen - Marcel Koeton - Remko Koster - Nel van Kollenburg - Klaas Kossen - Nicole Koolen - Jaap Kooreman - Femke Kooijman - Hendrik Jan Kooijman - Bep Kooyman-Dubois - August Kop - Josef Kramer - Coen Kranenberg - Nienke Kremers - Gerrit Kristen - Leendert Krol - Jan Hidde Kruize - Hans Kruize - Roepie Kruize - Ties Kruize - Ellen Kuipers - Harm Jan Kuipers - Roël Kuyvenhoven - Harrie Kwinten

## L
Stijn van der Laan - Kim Lammers - Marc Lammers - Jan Jörn van 't Land - Peter Langenhuijsen - Jenne Langhout - Tippy de Lanoy Meijer - Wouter Leefers - Jaap Leemhuis - Caroline van Nieuwenhuyze-Leenders - Marjolein de Leeuw - Frank Leistra - Lisanne Lejeune - Richard Lemaire - Paul Leopold - Loes Leurs-Seelen - Jeannette Lewin - Tonnie van Lierop - Flip van Lidth de Jeude - Paul Litjens - George Lob - Dick Loggere - Bram Lomans - Henk de Looper - Jan de Looper - Dirk Loots - Bart Looije - Hans Louzada

## M
Les Maas - Caia van Maasakker - Bas Maassen - Jesse Mahieu - Kitty van Male - Aletta van Manen - Conne Mares - Maria Mattheussens-Fikkers - Marieke Mattheussens - Mignonne Meekels - Tycho van Meer - Derk Meijer - Nick Meijer  - Eelco van der Meulen - Martin Middeldorp - Fatima Moreira de Melo - Emilie Mol - Lot Molhuysen - Denise Mosbach - Marinus Moolenburgh - Lau Mulder - Patty Mundt - Chris Mijnarends - Eefke Mulder

## N
Irving van Nes - Jan-Willem Neubergh - Anneloes Nieuwenhuizen - Bas Nieuwe Weme - Martijn Nolet - Teun de Nooijer

## O
Martine Ohr - Gerard Overdijkink - Tip Overing

## P
Alessia Padalino - Erik Parlevliet - Maartje Paumen - Wouter van Pelt - Erwin Peters - Rolf Peters - Karlijn Petri - Jean-Pierre Pierie - Eric Pierik - Ton Pierik - Suzanne Plesman - Jolanda Plijter - José Poelmans - Sophie Polkamp - Michelle van der Pols - Huib du Pon - Sandra Le Poole - Bastiaan Poortenaar - Koen Pijpers - Willem Pijpers

## R
Henk Ras - Rob Reckers - Tijmen Reyenga - Ton Richter - Ivo Rinkel - Lisanne de Roever - Madzy Rollin Couquerque - Sabine Romkes - Piet Roodenburgh - Erik-Jan de Rooij - Aat de Roos - Tilly Rösingh-Kley - Paul van de Rovaart - Erik van Rossum - Gerrit de Ruiter - Wietske de Ruiter - Marnix van Rijn

## S
Marc Schaeffers - Maartje Scheepstra - Gert Jan Schlatmann - Hans Schnitger - Janneke Schopman - Lisette Sevens - Terry Sibbing - Reinier Siderius - Maarten Sikking - Clarinda Sinnige - Remco Slotema - Hanneke Smabers - Minke Smabers - Liet Smit-Polano - Bram Smits - Dave Smolenaars - Jiske Snoeks - Stance Snuif - Joyce Sombroek - René Sparenberg - Frans Spits - Nico Spits - Carel van der Staak - Heiko van Staveren - Florentine Steenberghe - Ron Steens - Tim Steens - Bas van Stekelenburg - Jaap Stockmann - Michiel van der Struyk - Pien Sanders

## T
Taeke Taekema - Frederiek Tange - Bart Taminiau - Wouter Tazelaar - Margje Teeuwen - Bea Terlingen - Theo Terlingen - Jos Terlingen - Carole Thate - Kik Thole - Eddie Tiel - Kristiaan Timman - Ton Toebosch - Daphne Touw - Jacqueline Toxopeus - Ab Tresling

## U
Paul Umter

## V
Derk Vaal - Macha van der Vaart - Jan van der Valk - Stephan Veen - Herman van Prooye - Robert van der Veen - Myrna Veenstra - Jan Veentjer - Klaas Veering - Ellis Verbakel - Valentin Verga - Claire Verhage - Johannes Verhoeven - Inge Vermeulen - Klaas Vermeulen - Cécile Vinke - Frank Visschers - Hans Visser 't Hooft - Siem Voermans - Jaap Voigt - Bob de Voogd - Guus Vogels - Remco Vogelzang - Rick Volkers - Rinus van Voorst van Beest - Leonoor Voskamp - Vera Vorstenbosch - Marlies Vossen - Theo van Vroonhoven

## W
Rein de Waal - Xan de Waard - Cas Wagener - Hans Wagener - Joop Wagener - Rogier van der Wal - Frank-Jan van Waveren - Diederik van Weel - Pieter Weemers - Mink van der Weerden - Sander van der Weide - Sophie von Weiler - Carlijn Welten - Lidewij Welten - Rochus Westbroek - Max Westerkamp - Martijn van Westerop - Gijs Weterings - Hans Weusthof - Roderick Weusthof  - Suzan van der Wielen - Cora de Wilde-de Grooth - Laurien Willemse - Peter Windt - Marc van Wijk - Remco van Wijk - Sander de Wijn - Ingrid Wolff - Mieketine Wouters

## Y
Theo Ykema

## Z
Margriet Zegers - Ginella Zerbo - Frank Zweerts - Jeroen Zweerts - Eddie Zwier